# Gerry Chiniquy
Germain Adolph "Gerry" Chiniquy (23 de junio de 1912 - 22 de noviembre de 1989) fue un animador estadounidense. Es conocido por su trabajo con Friz Freleng, en los estudios de Warner Bros. y en DePatie-Freleng Enterprises. 
Chiniquy se unió al equipo de animadores de Freleng a comienzos de los años 40. Su trabajo puede ser reconocido en varias "secuencias de baile" que Freleng utilizaba en sus cortometrajes. 
Tras seguir a Freleng a DFE, Chiniquy fue promovido a director. Dirigió varios cortometrajes de la pantera rosa.

## Curiosidades
- Debido a que los animadores en Estados Unidos no recibían suficientes créditos por su trabajo, incluían sus nombres en los fondos de algunos dibujos animados. El nombre de Chiniquy puede ser visto en el cortometraje Bugs Bunny Rides Again de 1948.
- Chiniquy tiene un cameo en You Ought to Be in Pictures (1940). Es el director que está pidiendo silencio en el set de filmación.